# AppleTalk
AppleTalk — стек протоколів, розроблених Apple Computer для комп'ютерної мережі. Він був спочатку включений в Macintosh (1984), зараз компанія відмовилася від нього на користь TCP/IP. 

## Основні відомості

### Сеансовий рівень
Відповідна сеансовому рівню моделі OSI версія AppleTalk складається з п'яти протоколів, що підтримують повністю дуплексну передачу даних, перетворення логічних назв в адреси, доступ до принтера, переупорядкування пакетів і т. д. 
Перший протокол сеансового рівня називається протоколом потоків даних (AppleTalk Data Stream Protocol - ADSP). Протокол ADSP надає повністю дуплексні послуги, орієнтовані на встановлення з'єднання і характеризуються високим ступенем надійності. Така надійність досягається шляхом встановлення логічного з'єднання (сеансу) між двома взаємодіючими процесами на клієнтських машинах. Протокол ADSP дозволяє управляти цим з'єднанням, забезпечуючи контроль потоку даних, переупорядкування пакетів і розсилку підтверджень про прийом пакетів. Для встановлення логічного з'єднання між процесами використовуються номери сокетів. Після встановлення з'єднання дві системи можуть почати обмін даними. 
Наступним протоколом сеансового рівня AppleTalk є власне сеансовий протокол (AppleTalk Session Protocol - ASP). Протокол ASP забезпечує надійну доставку даних, використовуючи для цього орієнтоване на коректність прийнятих послідовностей управління сеансом (sequence-oriented session management), і надає доступ до транспортних послуг протоколу транспортного рівня AppleTalk Transport Protocol (ATP). 
Протокол маршрутизації з оновленням середовища AppleTalk (AppleTalk Update-Based Routing Protocol - AURP) використовується у великих мережах AppleTalk і застосовується в основному для маршрутизації і підтримки обміну інформацією між маршрутизуючими пристроями, зокрема, між маршрутизаторами Exterior Gateway.
Крім того, до складу сеансового рівня AppleTalk входить протокол доступу до принтера (Printer Access Protocol - PAP). Попри те що спочатку протокол РАР був розроблений для управління доступом до мережевих принтерів, він може використовуватися для забезпечення обміну даними між різними пристроями. Між пристроями встановлюється двонаправлене з'єднання і одночасно здійснюється управління потоком даних і контроль послідовності пакетів. 
І, нарешті, останній протокол сеансового рівня AppleTalk, - протокол зонної інформації (Zone Information Protocol - ZIP). Протокол ZIP надає механізм логічного групування окремих мережних пристроїв за допомогою «дружніх» імен. Такі логічні групи називаються зонами (zones). У розширеній мережі комп'ютери можуть охоплювати кілька мереж, але залишатися при цьому логічно згрупованими в одну зону. Однак у невеликих, нерозширених мережах може бути визначена єдина зона. 
П'ять протоколів сеансового рівня AppleTalk надають клієнтам можливість встановлювати логічне з'єднання і обмінюватися даними між комп'ютерами незалежно від відстані між ними.

### Транспортний рівень
Для перетворення назви зон в номери мереж і вузлів ZIP використовує протокол зв'язування імен (Name Binding Protocol - NBP), що належить транспортному рівню. Для розсилки даних про зміну конфігурації зони використовується протокол АТР.

## Мережева модель
| Модель OSI           | Відповідні рівні AppleTalk |
| -------------------- | --- |
| Прикладний рівень    | Apple Filing Protocol (AFP) |
| Рівень представлення | Apple Filing Protocol (AFP) |
| Сеансовий рівень     | Zone Information Protocol (ZIP) AppleTalk Session Protocol (ASP) AppleTalk Data Stream Protocol (ADSP)                                                    |
| Транспортний рівень  | AppleTalk Transaction Protocol (ATP) AppleTalk Echo Protocol (AEP) Name Binding Protocol (NBP) Routing Table Maintenance Protocol (RTMP)                  |
| Мережний рівень      | Datagram Delivery Protocol (DDP) |
| Канальний рівень     | EtherTalk Link Access Protocol (ELAP) LocalTalk Link Access Protocol (LLAP) TokenTalk Link Access Protocol (TLAP) Fiber Distributed Data Interface (FDDI) |
| Фізичний рівень      | LocalTalk driver Ethernet driver Token Ring driver FDDI driver                                                                                            |